# (2449) Kenos
(2449) Kenos – planetoida z grupy przecinających orbitę Marsa okrążająca Słońce w ciągu 2 lat i 233 dni w średniej odległości 1,91 au. Została odkryta 8 kwietnia 1978 roku w Obserwatorium Cerro Tololo przez Williama Lillera. Nazwa planetoidy pochodzi od Kenosa, pierwszego człowieka w mitologii Indian z Ziemi Ognistej. Przed nadaniem nazwy planetoida nosiła oznaczenie tymczasowe (2449) 1978 GC.